# Иоанн XXIII (антипапа)
Иоанн XXIII (лат. Ioannes XXIII) — папа римский с 17 мая 1410 по 29 мая 1415. Неаполитанец Бальтазар Косса (итал. Baldassarre Cossa; около 1360 или 1370, Прочида, по другим данным, Искья — 22 ноября или 22 декабря 1419, Флоренция) — один из пап периода Великого западного раскола. Католическая церковь относит его к числу антипап.

## Биография

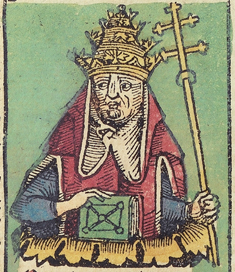
Папа Иоанн XXIII. Портрет из «Нюрнбергской хроники». 1493 г.

Родился около 1370, по другим данным, между 1360 и 1365 годами, в семье Джованни Косса, правителя острова Прочида, принадлежавшего Неаполитанскому королевству.
Изучал право в Болонье, получив степень доктора права, вскоре после чего принял духовный сан. Участвовал в войне с Людовиком II Анжуйским (1389—1400), двое его братьев 
были приговорены к смерти за пиратство королем Неаполя Владиславом.
В 1386 году упоминается в качестве каноника собора в Болонье, затем комиссара и викария местного архиепископа. Должности эти были, вероятно, получены исключительно благодаря родственным связям с архидиаконом Болоньи кардиналом Филиппо Карафа. В 1389 году сблизился с кардиналом Пьетро Томачелли, 2 ноября того же года избранным папой под именем Бонифация IX. Начиная с 7 августа 1392 года находился в Риме, исполняя должность папского спальника, а 9 декабря 1396 года назначен был архидиаконом Болоньи.
27 февраля 1402 года возведён Бонифацием IX в кардиналы-диаконы. Для приобретения кардинальской должности занял 12 000 флоринов у флорентийского банка Джованни Медичи. 19 января 1403 года был назначен папским легатом Романьи, и, покинув Рим 17 марта, въехал в Болонью 17 сентября следующего года. По свидетельствам современников, правление его было суровым, но, в конечном итоге, выгодным для Болоньи и Романьи.
Во время Великого западного раскола, когда уже существовало двое пап (в Риме и Авиньоне), стал участником группы из 7 кардиналов, отложившихся в 1408 году от Григория XII и созвавших Пизанский собор. Собор завершился усугублением раскола и избранием третьего папы — Александра V, имевшего резиденцию в Пизе (1409). Спустя год, 7 (25) мая 1410 года, спустя несколько дней после смерти Александра, представители этой ветви раскола избрали преемником последнего Бальтазара Коссу.
После менее чем 5 лет понтификата в Пизе Иоанн, стеснённый Владиславом Неаполитанским, был вынужден согласиться на созвание собора в Констанце и лично туда отправиться. Однако, ещё до своего прибытия в Констанц 28 октября 1414 года, он принял некоторые меры предосторожности и 15 октября заключил тайное соглашение с австрийским герцогом Фридрихом IV о своей вооружённой защите, пообещав ему за это титул гонфалоньера и ежегодное вознаграждение в 6 000 гульденов. 5 (14) ноября 1414 года Иоанн торжественно открыл Констанцский собор, спустя месяц приняв участие в аресте Яна Гуса и выдвижении обвинений против него (сожжён Гус был уже после бегства Иоанна из Констанца). 

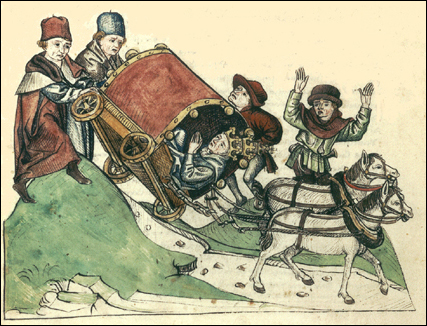
Дорожная авария с участием Иоанна XXIII. Иллюстрация из хроники Констанцского собора Ульриха фон Рихенталя

Иоанн XXIII председательствовал вплоть до 20 марта 1415 года, когда собор потребовал от всех пап отречения. Иоанн, сначала давший клятву отречься, бежал под покровительством Фридриха IV из города и укрылся во Фрайбурге. В своем послании собору он выдвинул условия, на которых соглашался отказаться от папского сана: сохранение титула постоянного легата в Италии, пенсия в тридцать тысяч золотых флоринов, а также передача в его руки Болоньи, Авиньона и ещё нескольких городов.
Участники собора, видя, что все переговоры бессмысленны и что Иоанн добровольно не откажется от сана, 20 мая 1415 года решились, наконец, опубликовать постановление о его низложении. В этом постановлении содержалось семьдесят четыре пункта, из которых двадцать не были оглашены публично — настолько ужасны были злодеяния Бальтазара Коссы. В частности, ему ставились в вину такие преступления, как отравление предыдущего папы Александра V; изнасилование трёхсот монахинь; сексуальная связь с женой своего брата и монахами; растление целой семьи, состоявшей из матери, сына и трех дочерей, причем самой старшей из них было всего двенадцать лет; торговля епископскими кафедрами и даже отлучениями; пытки тысяч невинных людей в Болонье и Риме. За все эти злодеяния собор объявлял Иоанна XXIII низложенным и предал светскому суду как «закоренелого грешника, безнравственного негодяя, симониста, поджигателя, изменника, убийцу и растлителя», а император Сигизмунд наложил опалу на его покровителя, который вынужден был выдать осужденного. Иоанн был арестован во Фрайбурге и отказался от своего звания. Освободившись из заключения, он добровольно явился к новому папе Мартину V, который назначил его епископом Тускуланским.

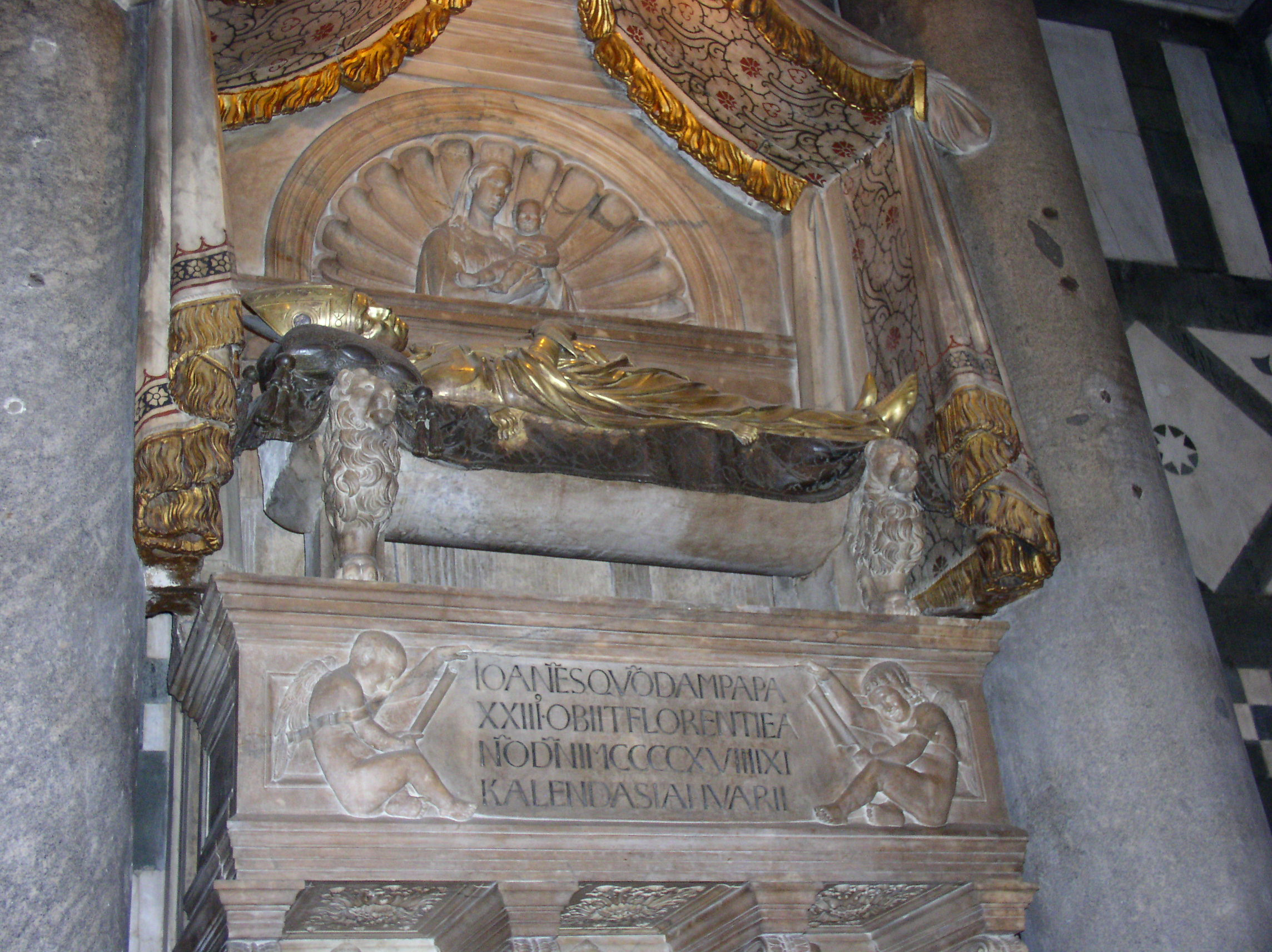
Саркофаг с останками антипапы Иоанна XXIII в баптистерии во Флоренции

Иоанн XXIII умер 22 ноября или 22 декабря 1419 года. Похоронен в баптистерии во Флоренции. По распоряжению Козимо Медичи в 1424—1425 годах над его захоронением скульпторами Донателло и Микелоццо сооружён был монумент, а металлическая скульптура венчающая надгробье выполнена из сплава золота и меди.

## Оценка личности
За время своей карьеры обвинялся, по данным, приводимым Эдуардом Гиббоном в его «Истории упадка и разрушения Римской империи» (1788), в пиратстве, убийстве, содомии, инцесте и других преступлениях. В советской исторической литературе утвердилось превратное мнение об Иоанне XXIII, основанное не столько на достоверных источниках, сколько на голословном суждении Карла Маркса: «Циник и развратник с противоестественными похотями».
Его личность считалась настолько одиозной, что в течение почти 550 лет после его понтификата ни один папа не принимал имени Иоанн (до того — самое популярное среди римских пап). В 1958 году кардинал Ронкалли, избранный на папский престол, принял опять имя Иоанн XXIII, подчеркнув тем самым, что Бальтазар Косса не был законным папой.
Начиная с XIX века историки считают, что порочные наклонности и преступная деятельность Коссы были сильно преувеличены его оппонентами, а вокруг его неоднозначной личности сложился негативный ореол из легенд и слухов, распространявшимися его конкурентами и недоброжелателями. Обладая, несомненно, большими способностями от природы, он являлся по своему характеру скорее политиком, авантюристом и кондотьером, чем церковным иерархом.

## В кино
- «Медичи» — телесериал совместного производства Италии и Великобритании (2016-...); в роли Иоанна XXIII — Стивен Уэддингтон.